# Usurpación de funciones públicas
La usurpación de funciones públicas es un delito que ocurre cuando una persona realiza, sin tener la autoridad o el derecho legal para hacerlo, actos que corresponden exclusivamente a un funcionario público o a una autoridad determinada por la ley. Este delito implica la asunción indebida de competencias o responsabilidades que están reservadas por ley a un cargo específico, lo que puede generar confusión, daño, o engaño en la administración pública o en otros ámbitos.
Por ejemplo, si una persona se hace pasar por un policía o un juez y realiza actos propios de estos cargos, como detener a alguien o emitir una sentencia, estaría cometiendo usurpación de funciones. Este delito es sancionado en muchos países porque atenta contra el orden público y la confianza en las instituciones.
Las penas por usurpación de funciones varían según la legislación de cada país, pero pueden incluir multas, prisión, o ambas, dependiendo de la gravedad de la infracción y de las consecuencias de los actos cometidos bajo esa falsa autoridad.